# Британская ассоциация производителей фонограмм
Британская ассоциация производителей фонограмм (British Phonographic Industry, BPI) — организация, представляющая интересы звукозаписывающей индустрии в Великобритании. В данную ассоциацию входят сотни звукозаписывающих компаний, в том числе и Warner Music Group, EMI, Sony Music Entertainment и Universal Music Group.
В 1977 году он учредил ежегодную премию Brit Awards для британской музыкальной индустрии, а затем и награды Classic BRIT. Компания-организатор BRIT Awards Limited является дочерней компанией BPI. Поступления от обеих выставок поступают в BRIT Trust, благотворительное подразделение BPI, которое пожертвовало почти 15 миллионов фунтов стерлингов на благотворительные цели по всей стране с момента его основания в 1989 году. В сентябре 2013 года BPI вручил первую в истории BRITs Icon Award сэру Элтону Джону. BPI также одобрил запуск премии Mercury Prize за альбом года в 1992 году.

## Сертификация
- Синглы
  - серебро: 200 000 продаж
  - золото: 400 000 продаж
  - платина: 600 000 продаж
- Альбомы
  - серебро: 60 000 продаж
  - золото: 100 000 продаж
  - платина: 300 000 продаж
- Музыкальный DVD
  - золото: 25 000 продаж
  - платина: 50 000 продаж